# 御巫智洋

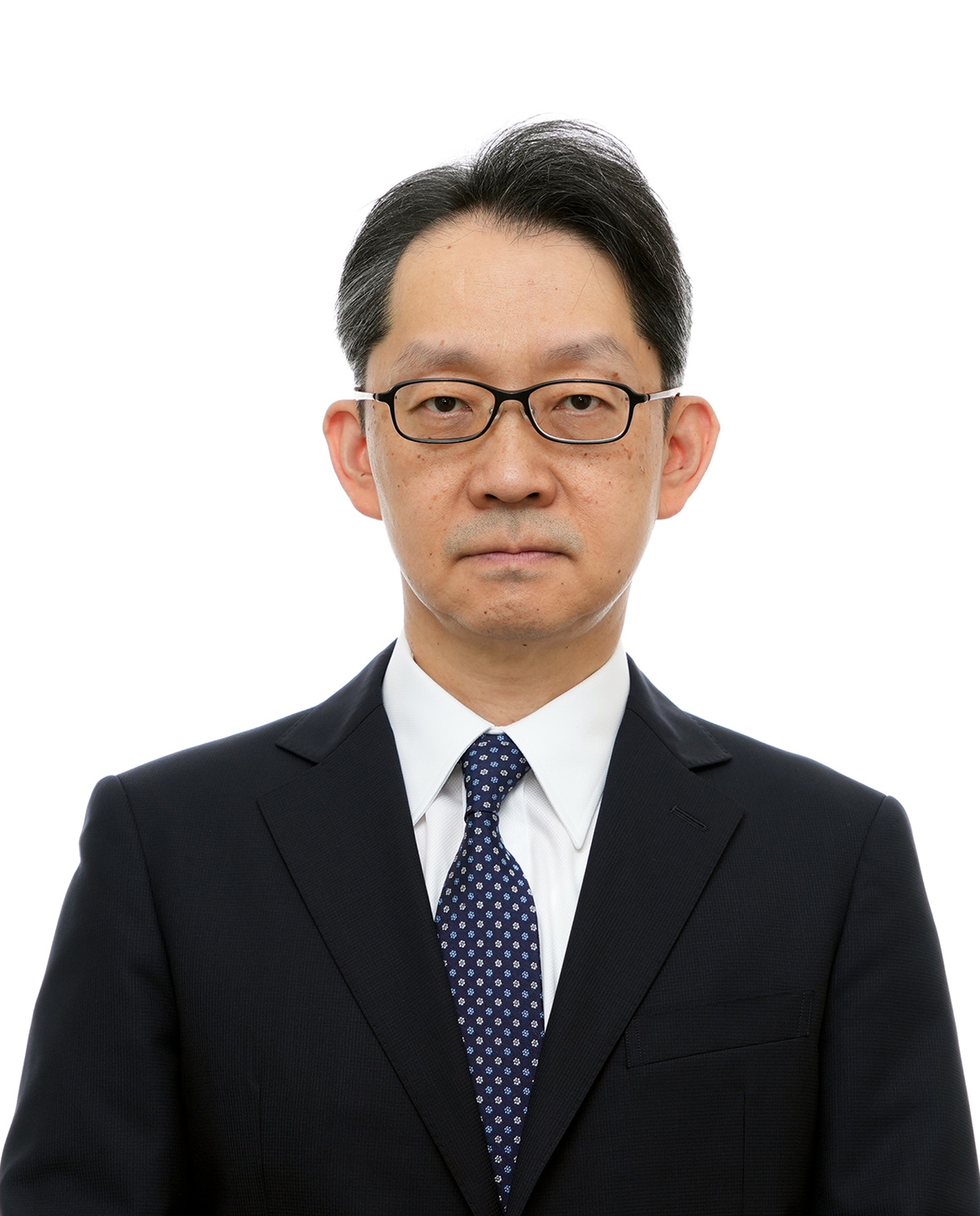
外務省より公表された肖像

御巫 智洋（みかなぎ ともひろ　1967年（昭和42年）6月15日 - ）は、日本の外交官。
東京学芸大学附属高等学校卒業、東京大学法学部第二類卒業（平成3年3月）
千葉県出身。

## 略歴
- 平成3年4月　外務省入省
- 平成10年7月　経済協力局有償資金協力課長補佐[3]
- 平成10年7月　経済局総務参事官室課長補佐
- 平成12年12月　北米局日米安全保障条約課長補佐
- 平成15年11月　条約局法規課首席事務官
- 平成16年8月　国際法局国際法課首席事務官
- 平成19年1月　国際連合日本政府代表部一等書記官
- 平成20年1月　国際連合日本政府代表部参事官
- 平成21年7月　在中華人民共和国日本国大使館参事官
- 平成24年8月　総合外交政策局国連政策課長
- 平成25年11月　国際法局国際法課長
- 平成29年7月　在英国日本国大使館公使
- 令和元年7月　大臣官房参事官兼国際法局
- 令和3年12月　大臣官房審議官兼国際法局
- 令和4年8月　国際法局長
- 令和6年8月　大臣官房付[4]
- 令和6年9月　国際連合日本政府代表部次席常駐代表（特命全権大使）、国際法協力担当大使[5][6]

## 同期
- 有馬裕（25年総合外交政策局長・23年北米局長・22年南部アジア部長・21年大臣官房審議官（大使））
- 石月英雄（24年国際協力局長）
- 内田浩行（22年ストラスブール総領事）
- 大鶴哲也（22年内閣総理大臣秘書官）
- 小川秀俊（23年コンゴ民主共和国大使）
- 北川克郎（24年欧州局長）
- 河邉賢裕（25年内閣官房副長官補・23年総合外交政策局長・22年北米局長・21年在米国大使館公使）
- 島田丈裕（24年在米国大使館公使・22年儀典長・21年大臣官房総括担当審議官兼公文書監理官）
- 髙橋良明（24年バンクーバー総領事）
- 橋場健（23年スポーツ庁審議官・21年リオデジャネイロ総領事）
- 松永健（23年トロント総領事）
- 實生泰介（22年大臣官房審議官（アジア大洋州局、アジア大洋州局南部アジア部担当担当））
- 毛利忠敦（24年ウラジオストク総領事）